# El Portillo Matagallina
El Portillo Matagallina är en ort i Mexiko.   Den ligger i kommunen San Pedro y San Pablo Ayutla och delstaten Oaxaca, i den sydöstra delen av landet, 400 km sydost om huvudstaden Mexico City. El Portillo Matagallina ligger 1 776 meter över havet och antalet invånare är 427.
Terrängen runt El Portillo Matagallina är huvudsakligen kuperad, men österut är den bergig. Runt El Portillo Matagallina är det ganska glesbefolkat, med 22 invånare per kvadratkilometer. Närmaste större samhälle är Tamazulápam del Espíritu Santo, 7,8 km nordost om El Portillo Matagallina. I omgivningarna runt El Portillo Matagallina växer i huvudsak blandskog.